# Mournful Monuments 1998-2002
Mournful Monuments 1998-2002 es el título del álbum compilatorio de la banda danesa de black metal y funeral doom, Nortt. Este álbum fue lanzado en 2003 con un total limitado a 500 copias, bajo el sello discográfico Possession Productions.

## Canciones
1. Graven (introducción) - 01:43
2. Gravfred - 09:52
3. Sørgesalmen - 09:48
4. Sidste vers - 10:33
5. De dødes kor - 07:14
6. Graven (finalización) - 01:52
7. Glemt - 07:37
8. Dod og borte - 05:54
9. Evig hvile - 09:22
10. Dystert sind (finalización) - 03:19